# Zibo
 Zibo  (xinès: 淄博; pinyin: Zibo) és una ciutat-prefectura a la regió central de la província de Shandong, a la República Popular de la Xina. Limita amb la capital provincial Jinan a l'oest, Tai'an al sud-oest, Linyi al sud, Weifang a l'est, Dongying al nord-est i Binzhou al nord.
Ubicada a la meitat de la província de Shandong, la ciutat de Zibo és un important punt de transport i comerç.

## Administració
La ciutat Prefectura de Zibo es divideix en 5 districtes, 1 ciutat municipal i 3 comtats.
- Districte Zhangdian (张店 区)
- Districte Zichuan (淄川 区)
- Districte Boshan (博山区)
- Districte Linzi (临淄 区)
- Districte Zhoucun (周村 区)
- Ciutat Zibo (淄博 市)
- Comtat Huantai (桓台 县)
- Comtat Gaoqing (高 青县)
- Comtat Yiyuan (沂源县)